# HMS Culloden (1776)
HMS Culloden (1776) — 74-пушечный линейный корабль третьего ранга. Третий корабль Королевского флота, названный в честь битвы при Каллодене. Головной корабль одноименного типа.

## Постройка
Последний проект Слейда, одобренный до его ухода в отставку. Заказан 30 ноября 1769 года. Заложен в июле 1770 года на королевской верфи в Дептфорде. Спущен на воду 18 мая 1776 года. Достроен до 16 августа 1776 года как брандвахта.

## Служба
Участвовал в войне за независимость США.
1776 — вступил в строй в июле, капитан Джордж Бальфур (англ. George Balfour); назначен в Канал.
1777 — ноябрь, с эскадрой Дигби.
До начала войны с Францией Culloden использовался в качестве крейсера у мыса Финистерре и для блокады восставших американских колоний. В начале 1777 года захватил судно из Южной Каролины назначением в Бордо с грузом риса, индиго, оленьих шкур и табака.
1778 — 9 июня ушёл в Северную Америку с эскадрой Байрона; 29 сентября пришёл к Санди-Хук; 16 октября взял американский приватир General Washington; в ноябре загнан штормом обратно в Англию.
В мае получил приказ идти в Америку под командованием адмирала Байрона. Переход потребовал почти 3 месяца, и он вынужден был зайти в Галифакс. 4 сентября вышел оттуда с адмиралом Байроном, но был прихвачен ещё одним штормом и вынужден бежать от него в Англию. Пришёл в Милфорд-Хейвен в начале декабря, приведя с собой взятый по пути французский тендер.
1779 — в составе Западной эскадры.
1780 — 8 января участвовал в нападении на корабли Компании Каракаса; 16/17 января с Родни против эскадры де Лангара; 19 января участвовал в снабжении Гибралтара; апрель-май, ремонт и обшивка медью в Портсмуте; 3 июня ушёл на Подветренные острова; сентябрь, с эскадрой Родни ушёл в Нью-Йорк; 12 сентября взял американский приватир Hetty (бывший британский шлюп Haerlem).
1781 — 23 января сел на мель на западной оконечности острова Лонг-Айленд; на следующий день покинут командой и разбился. Вся команда спаслась.

## Попытки спасения
Мачты были сняты и перевезены на HMS Bedford. Несколько раз в 1781−1815 годах местные жители предлагали на продажу предметы, поднятые с корабля: 32-фунтовые пушки, чушки чугунного балласта. Позже была поднята ещё одна пушка и часть медной обшивки.

## Память
Мыс в районе современного Монтока, возле которого произошло крушение, в честь него переименован из Норт-нек-пойнт в Каллоден-пойнт. В 1971 году остов корабля был обнаружен и опознан в точке 41°04′20″ с. ш. 71°57′38″ з. д., с 1979 года внесен в Национальный регистр исторических мест США.